# 朝原内親王
朝原内親王（あさはらないしんのう／あしたはらないしんのう）は、桓武天皇の第一皇女。母は妃酒人内親王で、両親は異母兄妹になる。伊勢斎王。後に退下し、異母兄の平城天皇の妃となる。母系3代（井上内親王、酒人内親王、朝原内親王）の伊勢斎王。

## 生涯
天応2年（782年）8月1日、4歳で斎王に卜定、延暦4年（785年）4月23日に造斎宮長官が、7月21日に斎宮寮頭・賀茂人麻呂が任命され、8月24日に旧都の平城京で発遣の儀式を執行、9月7日、賀茂人麻呂や斎宮内侍従五位下・藤原栄子、その他乳母・女官たちに付き添われて伊勢へ下向、9月15日に斎宮に到着した。なお、内親王のこの下向は、発遣の儀に桓武天皇が長岡京から平城京へ行幸したり、大和国国境まで天皇と百官が見送るという異例のものであった。
延暦15年（796年）2月15日、斎宮で斎王解任のための奉幣使が立てられ、3月15日には平安京から内親王の帰京を求める奉迎使左少弁兼左兵衛佐・橘入居が差遣され、これにより身内の不幸がなかったにもかかわらず18歳で退下、帰京している。帰京後の7月9日、桓武天皇の皇女たちの中では最初に三品に叙せられた。12月14日には桓武天皇が京中巡幸の途中、内親王邸を訪ねて、従五位以上の人々に物を賜った。この後、異母兄の安殿親王（後の平城天皇）と結婚した。
延暦17年（798年）9月19日、越後国の田地250町を与えられた。大同元年（806年）3月17日に桓武天皇が崩御、5月に平城天皇が即位すると、それにともない妃となった。その後、平城天皇が大同4年（809年）4月に弟・嵯峨天皇に譲位、翌5年（810年）にはいわゆる「薬子の変」が起きたが、内親王は平城上皇とは行動をともにせず、弘仁3年（812年）の5月、異母姉妹の大宅内親王と揃って妃の位を辞した。
弘仁8年（817年）4月6日に病に臥し、嵯峨天皇が遣わした6人の僧たちが病気平癒を祈ったが、4月25日、39歳で薨去した。その遺言は、春に父・桓武天皇のために大般若経を、秋に母の酒人内親王のために金剛般若経を唱えさせるために、自らの所領地を東大寺に施入するという内容であったため、それに従い翌弘仁9年（818年）3月27日に母酒人内親王から東大寺へ、大般若経と金剛般若経等が奉納され、美濃国厚見庄・越前国横江庄・越後国土井庄の墾田などが施入された。